# Freixianda, Ribeira do Fárrio e Formigais
Freixianda, Ribeira do Fárrio e Formigais (llamada oficialmente União das Freguesias de Freixianda, Ribeira do Fárrio e Formigais) es una freguesia portuguesa del municipio de Ourém, distrito de Santarém.

## Historia
Fue creada el 28 de enero de 2013 en aplicación de una resolución de la Asamblea de la República de Portugal promulgada el 16 de enero de 2013 con la unión de las freguesias de Formigais, Freixianda y Ribeira do Fárrio, pasando su sede a estar situada en la antigua freguesia de Freixianda.

## Demografía
| Gráfica de evolución demográfica de Freixianda, Ribeira do Fárrio e Formigais entre 2011 y 2021 |
|                                                                                                 |
| Datos según el nomenclátor publicado por el INE portugués.                                      |